# Cuélebre

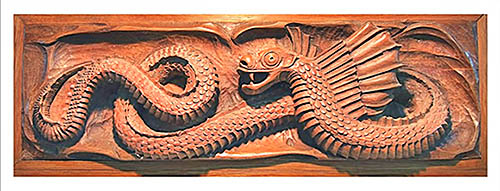
Cuélebre (Schnitzerei von Eliseo Nicolás Alonso)

Der Cuélebre (asturisch: Cuélebre, kantabrisch: Culebre) ist ein riesiger, geflügelter, schlangenähnlicher Drache aus der asturischen und kantabrischen Mythologie. Er lebt in Höhlen, bewacht darin Schätze und hält Xana, die Quellnymphe aus den Bergen Nordspaniens als Gefangene.
Auch wenn sie unsterblich sind, altern die Cuélebre. Ihre Schuppen werden mit der Zeit dick und undurchdringlich. Ihre erlahmten Flügel wachsen mit der Zeit in den Körper. Meistens liegen sie regungslos herum und bewegen sich nur, um Rinder oder Menschen zu fressen. Man kann den Cuélebre töten, indem man ihm einen glühend heißen Stein oder Brot mit eingebackenen Stecknadeln zu fressen gibt. Von seinem Speichel wird gesagt, dass sie sich in einen magischen Stein verwandelt, der viele Krankheiten heilen kann.
Während des Mittsommerfestes, das in der asturischen und kantabrischen Folklore eine magische Nacht ist, können tapfere Männer den Cuélebre besiegen (da dessen Zaubersprüche in dieser Nacht nicht wirken), Xana befreien und zu heiraten und den Schatz an sich zu nehmen. In einigen Gebieten Kantabriens wird erzählt, dass in der Nacht des Bartholomäus die Kraft des Monsters zunimmt und es all seinen Zorn an der Bevölkerung aus Rache auslässt. Wenn der Cuélebre älter und massiger wird, muss er aus Asturien fliehen – bevor seine Flügel wegen seines hohen Gewichtes unbrauchbar werden – und er fliegt nach Mar Cuajada, einem Paradies, das hinter dem Meer liegen soll.